# Antonio Trucharte Samper
Antonio Trucharte Samper (11 de agosto de 1875-15 de agosto de 1926) fue un militar español, teniente coronel de infantería. Cursó su carrera militar en la Academia General Militar de Toledo, y la Academia Militar de Segovia. Participó en la guerra de Cuba (1895-1898) como segundo teniente del regimiento Otumba 49.
Su actividad fue más prolífica en la asociación escultista los Exploradores de España, donde fue elegido secretario general desde 1915 e infatigable promotor de los «boy scouts españoles» en los años 1920. Aunque su actividad se centraba en la agrupación de Madrid, impulsó la creación de la tropa de Cartagena en 1913 tras una conferencia en aquella localidad. Fue jefe del contingente español al jamboree mundial de 1920, junto a Gongález-Gaspá y Luis López-Dóriga con cincuenta muchachos; representante de la asociación (sin muchachos) junto al comisario general Dr. Joaquín Decref y Ruiz, en el jamboree de 1924. La falta de participación juvenil provocó una decepción que rozó el agravio con los altos estamentos daneses, y precisó la intervención ministerial y consular en Copenhague. El 31 de agosto de 1918 recibió la Cruz de segunda clase de la Orden del Mérito Militar con distintivo blanco por sus servicios prestados en el Consejo Nacional de los Exploradores de España. En 1920 es ratificado como secretario general de la asociación. El 17 de mayo de 1925 fue nombrado gentilhombre de cámara de Alfonso XIII. Según López Lacárcel, aun siendo el impulsor de la instrucción militar en la formación scout, su visión de lo que debería ser el escultismo le alejó de la tendencia militarista imperante hasta 1919 y fue uno de los que apoyaron a Juan Antonio Dimas en la nueva etapa durante la Dictadura de Primo de Rivera; su repentina muerte en 1926 provocó una crisis interna en el consejo nacional de la asociación. Le sustituyó en el cargo Luis de la Gándara Marsella, quien también murió repentinamente dos años más tarde, en 1928.
Por las aportaciones a la villa y su activo interés en la concesión del tratamiento de «excelentísimo» al pueblo por Real Decreto de Alfonso XIII, tiene una calle dedicada a su nombre en San Pedro del Pinatar (Murcia), donde pasaba largas temporadas.
Antonio Trucharte también participó en el comité preparatorio del II Congreso Mundial y Exposición de Aves de Corral de Barcelona celebrado en mayo de 1924.